# 1948년 도노라 스모그

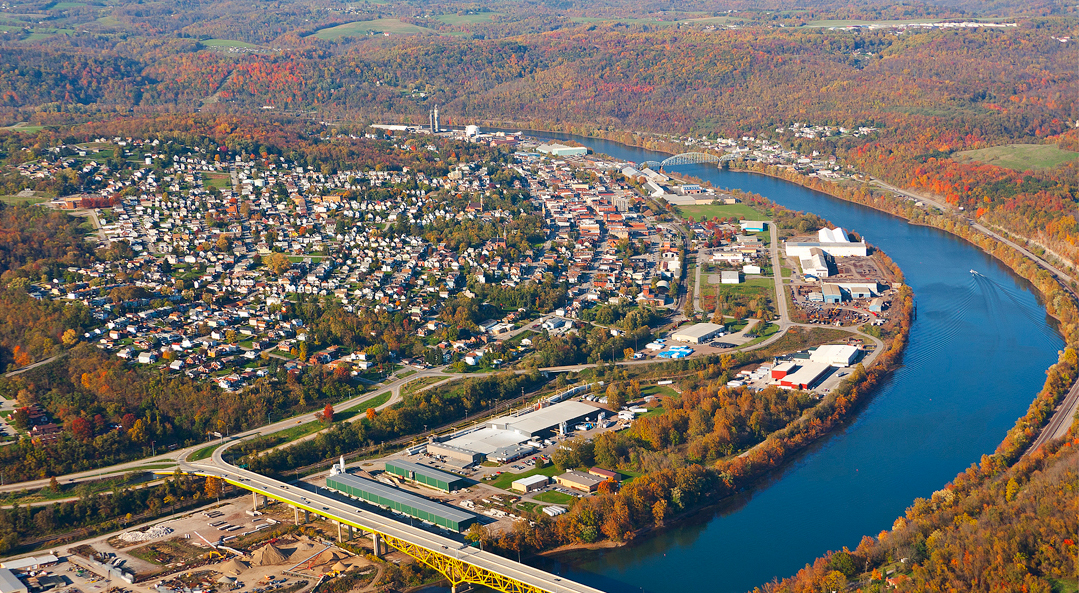

1948년 도노라 스모그 사건은 1948년 미국 펜실베이니아주 도노라시에서 발생한 런던형 스모그 현상이다. 아황산가스·황산안개·먼지와 같은 화합물이 구릉지 안에 쌓여 오염 농도가 높아지면서 발생하였다. 도노라시는 서쪽에 강이 흐르며 강 양쪽에 구릉지대가 있다. 또 강줄기를 따라 연안에 주택가와 아연제련소, 제철소가 있다. 1948년 10월 말에 미국의 동북부에서는 대규모 고기압이 정체되면서 기온역전층이 형성되고, 바람이 불지 않는 안정된 상태가 계속되었다. 며칠 동안 계속된 안개로 도노라시에서는 호흡기환자 수가 갑자기 증가했고, 20여 명이 사망했다. 다행히 비가 오면서 안개는 걷혔으나, 그 동안 43%의 주민이 호흡기·눈·목 등에 피해를 입었다. 특히 노년층과 만성 호흡기 환자나 심장병 환자의 피해가 컸다.

## 같이 보기
- 그레이트 스모그